# Монсельо, Мануэль
Мануэль Монсельо Веласкес (исп. Manuel Monzeglio Velázquez; род. 25 сентября 2001, Санта-Лусия, Канелонес) — уругвайский футболист, полузащитник клуба «Насьональ» (Монтевидео).

## Клубная карьера
Монсельо — воспитанник столичного клуба «Насьональ». 26 ноября 2021 года в матче против столичного «Ливерпуля» он дебютировал в уругвайской Примере. 13 февраля 2022 года в поединке против «Рентистаса» Мануэль забил свой первый гол за «Насьональ». В том же году он стал чемпионом Уругвая.

## Международная карьера
В 2023 году в составе олимпийской сборной Уругвая Монсельо принял участие в Панамериканских играх в Чили. На турнире он сыграл в матчах против команд Доминиканской Республики, Чили, Мексики и Колумбии.

## Достижения
Клубные
 «Насьональ» (Монтевидео)
- Победитель уругвайской Примеры — 2022